# Виробництво кави в Кот-д'Івуарі
Виробництво кави в Кот-д'Івуарі має важливе значення для економіки країни, оскільки кава є другим за величиною експорту товаром .
У 1970-х і 1980-х роках Кот-д'Івуар був найбільшим виробником кави в Африці та одним з найбільших виробників робусти у світі. Проте, наразі виробництво кави в Кот-д'Івуарі значно зменшилося, особливо в порівнянні з виробництвом у В'єтнамі та Бразилії. Займає 14-те місце у рейтингу країн за виробництвом кави.

## Історія
Кавові зерна були завезені в країну XIX століття французькими колонізаторами. Виробництво кави було розпочато в епоху, коли Кот-д'Івуар був у складі Французької Західної Африки, що залучало французькі компанії до інвестування в цей сектор. Після Другої світової війни виробництво кави виросло з 36000 тонн в 1945 до 112500 тонн в 1958 році.
Після того, як Кот-д'Івуар став незалежним, виробництво кави досягло свого піку в 1970-х роках, що зробило його третьою за розміром експорту кави країною у світі, після Бразилії та Колумбії. Однак країна втратила цей статус після початку першої громадянської війни.

## Виробництво та експорт

### Виробництво
Здебільшого Кот-д'Івуар виробляє каву робуста.
Нижче наведена таблиця в якій, згідно з базою даних ФАО, зазначено виробництво «зелених» (необсмажених) кавових зерен у Кот-д'Івуарі.
| Рік  | Вироблено кави, тонн | Джер. |
| ---- | -------------------- | ----- |
| 1945 | 36,000               | [ 6 ] |
| 1958 | 112,500              |       |
| 1961 | 186,000              | [ 8 ] |
| 1962 | 97,000               |       |
| 1965 | 202,105              |       |
| 1970 | 279,610              |       |
| 1975 | 270,400              |       |
| 1980 | 249,608              |       |
| 1985 | 277,082              |       |
| 1990 | 285,164              |       |
| 1995 | 194,968              |       |
| 2000 | 380,000              |       |
| 2005 | 230,000              |       |
| 2010 | 94,372               | [ 9 ] |
| 2011 | 32,291               |       |
| 2012 | 121,426              |       |
| 2013 | 103,743              |       |
| 2014 | 109,913              |       |
| 2015 | 127,000              |       |
| 2016 | 106,000              |       |
| 2017 | 33,600               |       |
| 2018 | 130,519              |       |
| 2019 | 115,740              |       |
| 2020 | 106,500              |       |
| 2021 | 134,700              |       |

Виробництво кави досягло піку 380 тисяч тонн у 2000 році. Однак після першої та другої громадянських воєн обсяг виробництва скорочувався протягом більш ніж десяти років. У 2014 році міністр сільського господарства Кот-д'Івуару оголосив про нову мету з щорічного виробництва в 400 тисяч тонн кави до 2020 року, що тоді перевищувало обсяг виробництва приблизно вчетверо .